# Краушвіц (Саксонія-Ангальт)
Краушвіц (нім. Krauschwitz) — громада у Німеччині, у землі Саксонія-Ангальт. Входить до складу району Вайсенфельс. Підпорядковується управлінню Фір Бергу-Тойхернер Ланд. Населення - 607 осіб (на 31 грудня 2006). Площа - 12,39 км². 
Офіційний код — 15 2 68 012. 

## Адміністративний поділ
Громада підрозділяється на 5 сільських округів. 
| Німеччина | Це незавершена стаття з географії Німеччини. Ви можете допомогти проєкту, виправивши або дописавши її. |